# Dietershausen (Künzell)
Dietershausen ist ein Ortsteil der Gemeinde Künzell im osthessischen Landkreis Fulda.

## Geographische Lage
Dietershausen liegt in der Vorderen Rhön, am Westrand des Naturparks Hessische Rhön und im Westen des Biosphärenreservats Rhön. Es befindet sich etwa 7,5 km südöstlich des Künzeller Kernorts. Mit dem etwa 590 m hohen Giebelrain erhebt sich der höchste Berg der Gemeinde Künzell im Ortsgebiet; zu den Bergen der Umgebung gehört das Motzküppel (452,9 m). Die am Giebelrain entspringende Haune durchfließt das Dorf.
Dietershausen grenzt im Norden an Kohlgrund, im Osten an Dörmbach, im Südosten an Steinwand, im Süden an Weyhers, im Südwesten an Pilgerzell und im Westen an Dassen.

## Geschichte

### Ortsgeschichte
Soweit bekannt wurde Dietershausen im Jahr 810 unter dem Namen „Theotricheshus“ erstmals erwähnt. Die Grundherrschaft und Grundbesitzer war das Kloster Fulda. Bereits 1226 war ein Pfarrer erwähnt; die Patrozinien waren 1300 und 1656 der Hl. Bartholomäus (Apostel). Das Patronat und das Kollationsrecht hatte 1494 der Abt von Fulda inne.
Zur Großpfarrei Dietershausen gehörten Lütter (1455), Schmalnau (1383), Ried (1600) und Thalau (1600). Die ehemalige Zugehörigkeit von Poppenhausen, Gersfeld und Hettenhausen kann erschlossen werden. Die kirchliche Mittelbehörde war 1464/65 das Bistum Würzburg, Archidiakonat Karlstadt
Die Reformation wurde ab 1537 durch die Von Ebersberg eingeführt; im Jahre 1603 kehrten unter Fürstabt Balthasar von Dernbach anlässlich einer Rekatholisierung die letzten Einwohner zur katholischen Kirche zurück.
Hessische Gebietsreform (1970–1977)
Zum 31. Dezember 1971 wurde die bis dahin selbständige Gemeinde Dietershausen im Landkreis Fulda im Zuge der Gebietsreform auf freiwilliger Basis in die Gemeinde Künzell eingemeindet. Wie für alle nach Künzell eingegliederten Gemeinden wurde auch für Dietershausen ein Ortsbezirk gebildet.

### Verwaltungsgeschichte im Überblick
Die folgende Liste zeigt die Staaten und Verwaltungseinheiten, denen Dietershausen angehört(e):
- vor 1803: Heiliges Römisches Reich, Hochstift Fulda, Centoberamt Fulda
- 1803–1806: Heiliges Römisches Reich, Fürstentum Nassau-Oranien-Fulda, Amt Fulda
- 1806–1810: Kaiserreich Frankreich, Fürstentum Fulda (Militärverwaltung)
- 1810–1813: Großherzogtum Frankfurt, Departement Fulda, Landdistrikt Fulda
- ab 1816: Kurfürstentum Hessen, Großherzogtum Fulda, Landamt Fulda
- ab 1821/22: Kurfürstentum Hessen, Provinz Fulda, Kreis Fulda[7][Anm. 2]
- ab 1848: Kurfürstentum Hessen, Bezirk Fulda
- ab 1851: Kurfürstentum Hessen, Provinz Fulda, Kreis Fulda
- ab 1867: Norddeutscher Bund[Anm. 3], Königreich Preußen,[Anm. 4] Provinz Hessen-Nassau, Regierungsbezirk Kassel, Kreis Fulda
- ab 1871: Deutsches Reich, Königreich Preußen, Provinz Hessen-Nassau, Regierungsbezirk Kassel, Kreis Fulda
- ab 1918: Deutsches Reich, Freistaat Preußen, Provinz Hessen-Nassau, Regierungsbezirk Kassel, Kreis Fulda
- ab 1944: Deutsches Reich, Freistaat Preußen, Provinz Kurhessen, Landkreis Fulda
- ab 1945: Amerikanische Besatzungszone, Groß-Hessen, Regierungsbezirk Kassel, Landkreis Fulda
- ab 1946: Amerikanische Besatzungszone, Land Hessen, Regierungsbezirk Kassel, Landkreis Fulda
- ab 1949: Bundesrepublik Deutschland, Land Hessen, Regierungsbezirk Kassel, Landkreis Fulda
- ab 1972: Bundesrepublik Deutschland, Land Hessen, Regierungsbezirk Kassel, Landkreis Fulda, Gemeinde Künzell

## Bevölkerung

### Einwohnerstruktur 2011
Nach den Erhebungen des Zensus 2011 lebten am Stichtag dem 9. Mai 2011 in Dietershausen 1035 Einwohner. Darunter waren 18 (1,7 %) Ausländer.
Nach dem Lebensalter waren 177 Einwohner unter 18 Jahren, 408 waren zwischen 18 und 49, 213 zwischen 50 und 64 und 237 Einwohner waren älter.
Die Einwohner lebten in 429 Haushalten. Davon waren 132 Singlehaushalte, 129 Paare ohne Kinder und 123 Paare mit Kindern, sowie 26 Alleinerziehende und 6 Wohngemeinschaften. In 99 Haushalten lebten ausschließlich Senioren und in 279 Haushaltungen leben keine Senioren.

### Einwohnerentwicklung
- 1812: 60 Feuerstellen, 559 Seelen

| Dietershausen: Einwohnerzahlen von 1812 bis 2022 | Dietershausen: Einwohnerzahlen von 1812 bis 2022 | Dietershausen: Einwohnerzahlen von 1812 bis 2022 | Dietershausen: Einwohnerzahlen von 1812 bis 2022 | Dietershausen: Einwohnerzahlen von 1812 bis 2022 |
| --- | ------------------------------------------------ | ------------------------------------------------ | ------------------------------------------------ | ------------------------------------------------ |
| Jahr |                                                  |                                                  |                                                  | Einwohner                                        |
| 1812 | 1812                                             |                                                  | 559                                              | 559                                              |
| 1834 | 1834                                             |                                                  | 533                                              | 533                                              |
| 1840 | 1840                                             |                                                  | 549                                              | 549                                              |
| 1846 | 1846                                             |                                                  | 570                                              | 570                                              |
| 1852 | 1852                                             |                                                  | 559                                              | 559                                              |
| 1858 | 1858                                             |                                                  | 585                                              | 585                                              |
| 1864 | 1864                                             |                                                  | 579                                              | 579                                              |
| 1871 | 1871                                             |                                                  | 531                                              | 531                                              |
| 1875 | 1875                                             |                                                  | 539                                              | 539                                              |
| 1885 | 1885                                             |                                                  | 534                                              | 534                                              |
| 1895 | 1895                                             |                                                  | 510                                              | 510                                              |
| 1905 | 1905                                             |                                                  | 502                                              | 502                                              |
| 1910 | 1910                                             |                                                  | 498                                              | 498                                              |
| 1925 | 1925                                             |                                                  | 536                                              | 536                                              |
| 1939 | 1939                                             |                                                  | 889                                              | 889                                              |
| 1946 | 1946                                             |                                                  | 797                                              | 797                                              |
| 1950 | 1950                                             |                                                  | 761                                              | 761                                              |
| 1956 | 1956                                             |                                                  | 703                                              | 703                                              |
| 1961 | 1961                                             |                                                  | 707                                              | 707                                              |
| 1967 | 1967                                             |                                                  | 753                                              | 753                                              |
| 1970 | 1970                                             |                                                  | 755                                              | 755                                              |
| 1980 | 1980                                             |                                                  | ?                                                | ?                                                |
| 1990 | 1990                                             |                                                  | ?                                                | ?                                                |
| 2000 | 2000                                             |                                                  | ?                                                | ?                                                |
| 2011 | 2011                                             |                                                  | 1.035                                            | 1.035                                            |
| 2022 | 2022                                             |                                                  | 1.064                                            | 1.064                                            |
| Datenquelle: Historisches Gemeindeverzeichnis für Hessen: Die Bevölkerung der Gemeinden 1834 bis 1967. Wiesbaden: Hessisches Statistisches Landesamt, 1968. Weitere Quellen: LAGIS; Gemeinde Kürzell; Zensus 2011 |                                                  |                                                  |                                                  |                                                  |

### Historische Religionszugehörigkeit
| • 1885: | ein evangelischer (= 0,19 %), 533 katholische (= 99,81 %) Einwohner |
| • 1961: | 44 evangelische (= 6,22 %), 660 katholische (= 93,35 %) Einwohner   |

## Religion

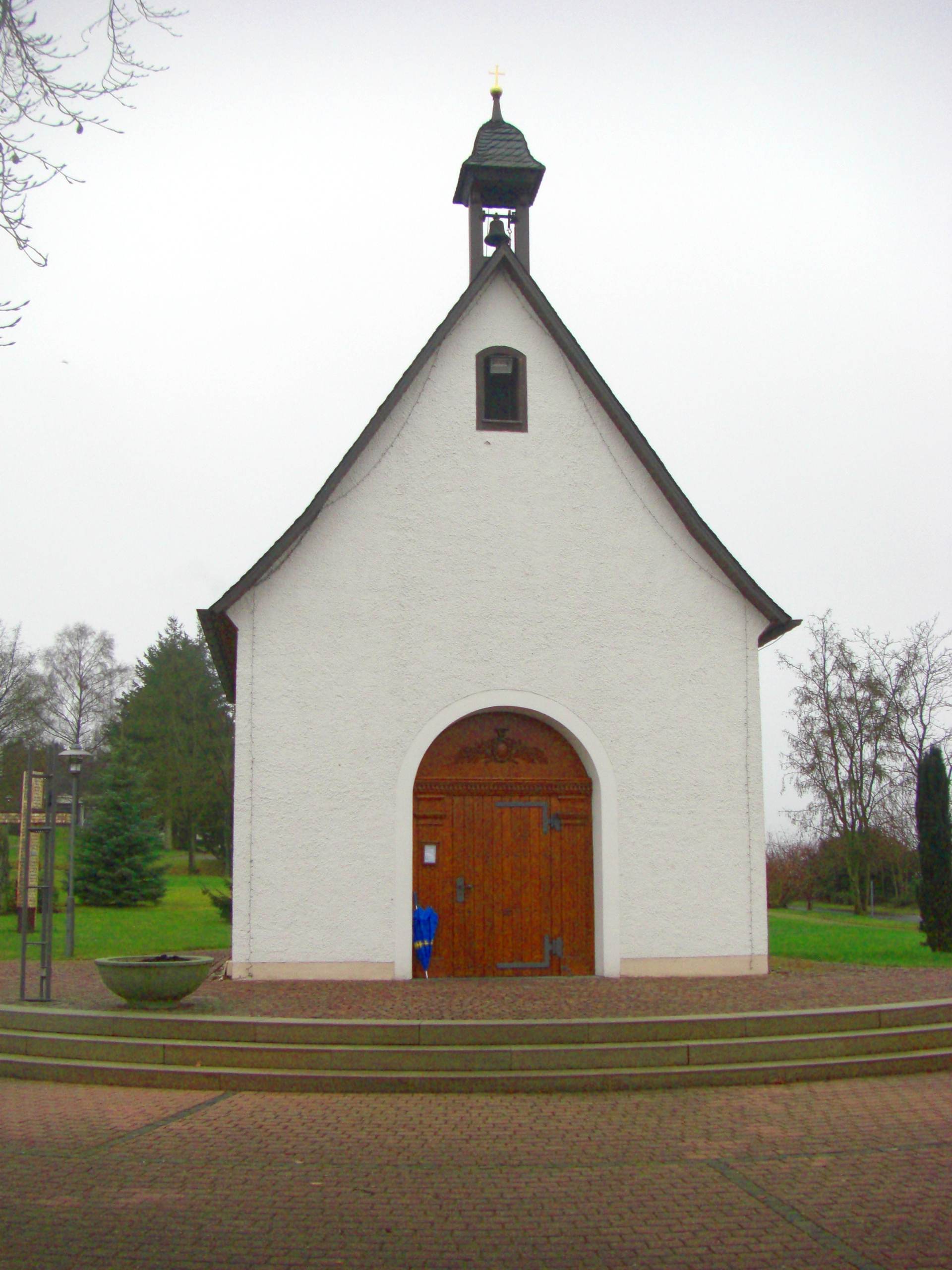
Das Schönstattheiligtum in Dietershausen wurde am 24. März 1957 von Bischof Adolf Bolte von Fulda eingeweiht.

In Dietershausen befindet sich die Pfarrkirche St. Bartholomäus und das Schönstattheiligtum der Schönstatt-Bewegung mit dem Tagungs- und Gästehaus Josef-Eingling-Haus.
Die Schönstatt-Kapelle wurde 1957 vom Fuldaer Bischof Adolf Bolte eingeweiht. Im ehemaligen Provinzhaus der Schönstätter Marienschwestern wurde am 1. Dezember 2019 die Gott-Vater-Kirche durch Weihbischof Karlheinz Diez profaniert. Alsdann erfolgte die Übernahme und Verkauf des weitläufigen Gebäudekomplexes samt Kirche an die Christliche Gemeinde Rhön. Der bisherige Besitzer, der Caritas-Verband Fulda, hatte das Anwesen 2016 von den Schönstätter Marienschwestern übernommen und bis Ende 2018 in dem weitläufigen Haus mehrere Wohngruppen für unbegleitete minderjährige Geflüchtete eingerichtet und betreut. Da das Haus nicht mehr für Geflüchtete benötigt wird, erwarben die mennonitischen Christen („Brüdergemeinde“) zum 1. Januar 2020 das Haus samt dem Kirchenraum.

## Politik
Für Dietershausen besteht ein Ortsbezirk (Gebiete der ehemaligen Gemeinde Dietershausen) mit Ortsbeirat und Ortsvorsteher nach der Hessischen Gemeindeordnung.
Der Ortsbeirat besteht aus sieben Mitgliedern. Bei den Kommunalwahlen in Hessen 2021 betrug die Wahlbeteiligung zum Ortsbeirat 66,35 %. Dabei wurden gewählt: fünf Mitglieder der CDU und zwei Mitglieder der CWE. Der Ortsbeirat wählte Holger Phillipp (CDU) zum Ortsvorsteher.

## Sehenswürdigkeiten
- Alte Grenzsteine Hessen - Bayern
- Waldheiligtum der Schönstattbewegung